# Над Неманом рассвет
«Над Неманом рассвет» (лит. Aušra prie Nemuno) — литовский советский кинофильм 1953 года.

## Сюжет
Фильм повествует о становлении литовского колхоза в послевоенные годы, вредительской деятельности местных католических священников, управляемых из Ватикана и о борьбе с «пережитками прошлого» в сознании людей.

## В ролях
- Юозас Сипарис — Габрис, председатель колхоза
- Юозас Лауцюс — Сильвестр, дед
- Юозас Мильтинис — Пранкус, крестьянин
- Алдона Йодкайте — Бируте, дочь Пранкуса
- Бронюс Бабкаускас — ксёндз
- Валерионас Деркинтис — Пикялис
- Казимерас Прейкштас — Клявас
- Альгимантас Вощикас — Таурас Габрис
- Ирена Леонавичюте-Браткаускене — Аушра
- Александр Жадейкис — Тучюс
- Стасис Пятрайтис — кардинал
- Стасис Пятронайтис — Михась

## Съёмочная группа
- Авторы сценария: Юозас Балтушис, Евгений Габрилович
- Режиссёр-постановщик: Александр Файнциммер
- Оператор-постановщик: Андрей Москвин
- Композитор: Балис Дварионас